# Ženskij Futbol'nyj Klub Zvezda 2005 Perm'
Lo Ženskij Futbol'nyj Klub Zvezda 2005 Perm' (in russo Женский Футбольный клуб «Звезда-2005» Пермь?), meglio noto come Zvezda 2005 Perm', è una squadra di calcio femminile russa con sede a Perm'. Milita nella Vysšij Divizion, la massima serie del campionato russo femminile di calcio, della quale ha vinto sei edizioni.

## Storia
Lo Zvezda (letteralmente: "stella") è stato fondato nel 2005, prendendo il nome della squadra di calcio maschile della città, il Futbol'nyj Klub Zvezda Perm', scioltasi nel 1997. L'anno di fondazione è diventato parte integrante del nome ufficiale del club.
A livello sportivo la squadra ha ottenuto i suoi primi successi nella stagione 2007, vincendo sia il campionato, sia la Coppa di Russia. Successivamente ha raggiunto la finale dell'edizione 2008-2009 della UEFA Women's Cup, persa nel doppio confronto contro le tedesche del FCR 2001 Duisburg. Nel frattempo ha vinto altre due edizioni del campionato russo, nel 2008 e nel 2009.
Dopo cinque anni dal primo titolo, ha vinto nuovamente la Coppa di Russia 2011-2012, riconfermandosi poi campione del torneo nell'edizione 2012-2013.
Nella stagione 2015 ha vinto sia il campionato (per il secondo anno consecutivo) sia la coppa nazionale.

## Palmarès
- Campionato russo: 6

2007, 2008, 2009, 2014, 2015, 2017
- Coppa di Russia: 7

2007, 2011-2012, 2012-2013, 2015, 2016, 2018, 2019

### Altri piazzamenti
- UEFA Women's Champions League:

Finalista: 2008-2009

## Statistiche

### Risultati nelle competizioni UEFA
| Stagione | Competizione     | Fase                         | Avversario            | Risultato | Risultato | Risultato    |
| Stagione | Competizione     | Fase                         | Avversario            | andata    | ritorno   | aggregato    |
| -------- | ---------------- | ---------------------------- | --------------------- | --------- | --------- | ------------ |
| 2008-09  | UEFA Women's Cup | fase a gironi, primo turno   | Gintra Universitetas  | 8–0       | 8–0       | 8–0          |
| 2008-09  | UEFA Women's Cup | fase a gironi, primo turno   | KÍ Klaksvík           | 8–0       | 8–0       | 8–0          |
| 2008-09  | UEFA Women's Cup | fase a gironi, primo turno   | 1. FC Femina          | 1–0       | 1–0       | 1–0          |
| 2008-09  | UEFA Women's Cup | fase a gironi, secondo turno | 1. FFC Francoforte    | 1–0       | 1–0       | 1–0          |
| 2008-09  | UEFA Women's Cup | fase a gironi, secondo turno | Glasgow City          | 1–0       | 1–0       | 1–0          |
| 2008-09  | UEFA Women's Cup | fase a gironi, secondo turno | Røa                   | 3–1       | 3–1       | 3–1          |
| 2008-09  | UEFA Women's Cup | quarti di finale             | Brøndby               | 4-2       | 3-1       | 7-3          |
| 2008-09  | UEFA Women's Cup | semifinale                   | Umeå IK               | 2-0       | 2-2       | 4-2          |
| 2008-09  | UEFA Women's Cup | finale                       | FCR 2001 Duisburg     | 0-6       | 1-1       | 1-7          |
| 2009-10  | Champions League | sedicesimi di finale         | ŽNK SFK 2000 Sarajevo | 3-0       | 5-0       | 8-0          |
| 2009-10  | Champions League | ottavi di finale             | Røa                   | 0-0       | 1-1       | 1-1 (g.f.c.) |
| 2010-11  | Champions League | sedicesimi di finale         | Apollon Limassol      | 2-1       | 2-1       | 4-2          |
| 2010-11  | Champions League | ottavi di finale             | Røa                   | 1-1       | 4–0       | 5-1          |
| 2010-11  | Champions League | quarti di finale             | Olympique Lione       | 0-0       | 0-1       | 0-1          |
| 2014-15  | Champions League | sedicesimi di finale         | Stjarnan              | 5-2       | 3-1       | 8-3          |
| 2014-15  | Champions League | ottavi di finale             | Linköping             | 0-5       | 3-0       | 3-5          |
| 2015-16  | Champions League | sedicesimi di finale         | Stjarnan              | 3-1       | 3-1       | 6-2          |
| 2015-16  | Champions League | ottavi di finale             | Slavia Praga          | 1-2       | 0-0       | 1-2          |
| 2016-17  | Champions League | sedicesimi di finale         | Manchester City       | 0-2       | 0-4       | 0-6          |
| 2017-18  | Champions League | sedicesimi di finale         | Montpellier           | 1-0       | 0-2       | 1-2          |

## Organico

### Rosa 2018
Rosa aggiornata al 20 agosto 2018.
| N. |                    | Ruolo | Calciatrice           |
| -- | ------------------ | ----- | --------------------- |
| 2  | Russia (bandiera)  | C     | Kristina Choroševa    |
| 5  | Russia (bandiera)  | D     | Dar'ja Škvara         |
| 7  | Russia (bandiera)  | C     | Olesja Kuročkina      |
| 8  | Russia (bandiera)  | A     | Anastasija Pozdeeva   |
| 9  | Russia (bandiera)  | A     | Irina Podšibjakina    |
| 10 | Russia (bandiera)  | C     | Anna Sin'ko           |
| 11 | Russia (bandiera)  | A     | Ekaterina Pantjuchina |
| 14 | Russia (bandiera)  | C     | IIona Vlasenko        |
| 15 | Russia (bandiera)  | C     | Sofija Šiškina        |
| 17 | Russia (bandiera)  | C     | Valentina Orlova      |
| 18 | Ucraina (bandiera) | A     | Tetjana Kozyrenko     |

| N. |                    | Ruolo | Calciatrice           |
| -- | ------------------ | ----- | --------------------- |
| 19 | Russia (bandiera)  | A     | Alina Karpova         |
| 20 | Russia (bandiera)  | D     | Marija Galaj          |
| 21 | Russia (bandiera)  | D     | Anastasija Berendeeva |
| 22 | Russia (bandiera)  | A     | Alena Nurgalieva      |
| 23 | Ucraina (bandiera) | P     | Iryna Zvaryč          |
| 25 | Russia (bandiera)  | D     | Ksenija Kulinič       |
| 77 | Russia (bandiera)  | P     | Elena Kočneva         |
| 87 | Russia (bandiera)  | A     | Ol'ga Kasatkina       |
| 88 | Russia (bandiera)  | C     | Nadežda Il'inych      |
| 90 | Russia (bandiera)  | D     | Anastasija Akimova    |